# Oligotrichum giganteum
Oligotrichum giganteum là một loài Rêu trong họ Polytrichaceae. Loài này được (Hook.) Kindb. mô tả khoa học đầu tiên năm 1888.